# Stenopterus adlbaueri
Stenopterus adlbaueri là một loài bọ cánh cứng trong họ Cerambycidae.